# تايلر بلاكيت
تايلر بلاكيت (Tyler Blackett) (2 أبريل 1994 في مانشستر في المملكة المتحدة – )؛ هو لاعب كرة قدم سابق كان يلعب كمدافع.

## وصلات خارجية
- تايلر بلاكيت على موقع الاتحاد الأوربي (الإنجليزية)
- تايلر بلاكيت على موقع الدوري الأمريكي (الإنجليزية)
- تايلر بلاكيت على موقع قاعدة بيانات كرة القدم.إي يو (الإنجليزية)
- تايلر بلاكيت على موقع Soccerbase.com (لاعب) (الإنجليزية)
- تايلر بلاكيت على موقع Soccerway.com (الإنجليزية)
- تايلر بلاكيت على موقع عالم كرة القدم.نت (الإنجليزية)
- تايلر بلاكيت على موقع AS.com (الإسبانية)